# Rhinischia bacillifera
Rhinischia bacillifera är en insektsart som beskrevs av Max Beier 1954. Rhinischia bacillifera ingår i släktet Rhinischia och familjen vårtbitare. Inga underarter finns listade i Catalogue of Life.